# Parahaplotrichum idahoense
Parahaplotrichum idahoense är en svampart som beskrevs av W.A. Baker & Partr. 2001. Parahaplotrichum idahoense ingår i släktet Parahaplotrichum och familjen Thelephoraceae.   Inga underarter finns listade i Catalogue of Life.